# Уэст, Джордж Стивен
Джордж Сти́вен Уэ́ст (англ. George Stephen West, 1876—1919) — британский альголог, один из ведущих альгологов рубежа XIX—XX веков.

## Биография
Родился 20 апреля 1876 года в Йоркшире, младший сын известного альголога Уильяма Уэста (1848—1914). С раннего детства занимался сбором образцов водорослей, с 12-летнего возраста упоминался в публикациях отца, с 1890-х годов иллюстрировал его работы, с 1893 года был их соавтором.
Учился в Брэдфордском техническом колледже и Королевском научном колледже. С 1895 года Джордж Стивен стал печатать статьи самостоятельно, в основном по зоологии. Также в 1895 году он поступил в Кембриджский университет. В 1898 году окончил его со степенью бакалавра. В 1899 году Уэст стал профессором естественной истории в Королевском сельскохозяйственном колледже в Сайренсестере.
С 1906 года Уэст преподавал ботанику в Бирмингемском университете. В 1908 году он получил в Бирмингеме степень доктора наук, с 1909 года был профессором ботаники.
Уильям и Джордж Стивен Уэсты всего издали почти 40 публикаций в соавторстве. Примерно с 1900 года они занимались изучением водорослей планктона, им присылали образцы из Дании, Португалии, Бирмы, с Мадагаскара, Шри-Ланки. Они занимались определением образцов из экспедиций Эрнеста Шеклтона в Антарктиду и Фридриха Вельвича в Африку.
Джордж Стивен Уэст скончался 7 августа 1919 года в разгар эпидемии «испанки», пережив отца всего на пять лет.

## Роды, названные в честь Дж. Уэста
- Westiella Borzí, 1907 — назван в честь Уильяма и Джорджа Стивена Уэстов.

## Некоторые научные работы
- West, G.S. (1899). The alga-flora of Cambridgeshire. 47 p.
- West, G.S. (1904). A treatise on the British freshwater algae. 372 p.
- West, G.S. (1909). The algae of the Yan Yean Reservoir. 88 p.
- West, G.S. (1916). Algae. Vol. 1. — 475 p.